# Brigitte Ntiamoah
Brigitte Ntiamoah (née le 5 mars 1994 à Mulhouse) est une athlète française, spécialiste des épreuves de sprint.

## Biographie
Licencié à l'Entente Grand Mulhouse Athle, elle est championne de France cadette du 400 m en 2011, et championne de France junior du 200 m en 2012 (en plein air et en salle). En 2013, lors des championnats d'Europe juniors de Rieti, elle se classe cinquième du 200 m et remporte la médaille d'argent du relais 4 × 100 m. Elle devient championne de France espoir du 200 m en 2014.
En début de saison 2015, Brigitte Ntiamoah remporte le titre du 200 m des championnats de France en salle, à Aubière, dans le temps de 23 s 57. En juillet 2015, elle s'adjuge la médaille de bronze aux championnats d'Europe espoirs de Tallinn.
Le 10 juillet 2016, elle remporte la médaille d'argent des Championnats d'Europe d'Amsterdam sur le relais 4 x 400 m en 3 min 25 s 96.

## Palmarès

### International
| Date | Compétition                   | Lieu      | Résultat | Épreuve   | Temps         |
| ---- | ----------------------------- | --------- | -------- | --------- | ------------- |
| 2013 | Championnats d'Europe juniors | Rieti     | 2e       | 4 × 100 m | 44 s 00       |
| 2015 | Relais mondiaux de l'IAAF     | Nassau    | finale   | 4 × 200 m | DNF           |
| 2015 | Championnats d'Europe espoirs | Tallinn   | 3e       | 200 m     | 23 s 49       |
| 2016 | Championnats d'Europe         | Amsterdam | 2e       | 4 x 400 m | 3 min 25 s 96 |
| 2017 | Relais mondiaux de l'IAAF     | Nassau    | 8e       | 4 x 400 m | 3 min 35 s 03 |
| 2019 | Relais mondiaux de l'IAAF     | Yokohama  | 8e       | 4 x 400 m | 3 min 36 s 28 |

### National
- Championnats de France d'athlétisme :
  - 3e du 200 m en 2014
  - 3e du 400 m en 2016
- Championnats de France d'athlétisme en salle :
  - vainqueur du 200 m en 2015, 2e en 2021, 3e en 2014 et en 2018

## Records
| Épreuve | Performance | Lieu      | Date         |
| ------- | ----------- | --------- | ------------ |
| 200 m   | 23 s 07     | Barcelone | 30 juin 2016 |